# Diana Gabaldon
Diana Gabaldon (n. 11 ianuarie 1952, Williams⁠(d), Arizona, SUA) este o scriitoare americană, cel mai cunoscută pentru seria de romane și de povestiri Outlander - Cercul de piatră. Cărțile sale acoperă mai multe genuri, elemente de ficțiune istorică, romantism, mister, aventură și science fiction/fantasy. O adaptare pentru televiziune numită Străina (Outlander) a avut premiera pe canalul Starz în 2014. A mai creat seria de romane și de povestiri Lord John.

## Biografie
Gabaldon s-a născut la 11 ianuarie 1952, în Arizona, ca fiica Jacquelinei Sykes și a lui Tony Gabaldon (1931-1998), un senator de Arizona din Flagstaff timp de șaisprezece ani și mai târziu un supraveghetor al județului Coconino. Tatăl ei era de origine mexicană, iar mama ei  de origine engleză.
Gabaldon a crescut în Flagstaff, Arizona. Ea a obținut o diplomă de licență în zoologie la Universitatea de Nord din Arizona, 1970-1973; un masterat în biologie marină la Universitatea din California, San Diego, Institutul de Oceanografie Scripps, 1973-1975; și un doctorat în ecologie comportamentală de la Universitatea de Nord din Arizona, 1975–1978.

## Carieră
Gabaldon a fost editor fondator al Science Software Quarterly în 1984 în timp ce era angajată la Centrul de Studii de Mediu al Universității de Nord din Arizona. La mijlocul anilor 1980, Gabaldon a scris recenzii despre software și articole tehnice pentru publicații de informatică, precum și articole de popularizare a științei și cărți de benzi desenate pentru the Walt Disney Company. A fost  profesoară de știința mediului la Universitatea de Nord din Arizona timp de 12 ani înainte de a-și dedica tot timpul ca scriitoare.
În 1988, Gabaldon a decis să scrie un roman pentru "practică, doar pentru a afla cum se face" și fără nicio intenție de a-l da cuiva să-l citească. Ca profesor axat în primul rând pe cercetare, ea a decis că un roman istoric ar fi mai ușor de pregătit și de scris, dar nu a avut inițial în minte niciun fundal istoric și nicio perioadă de timp pe care s-o descrie în romanul său. Din întâmplare, Gabaldon a vizionat un episod în reluare al serialului TV britanic science fiction Doctor Who, episod intitulat "The War Games." Unul dintre însoțitorii Doctorului era un scoțian din perioada anilor 1745, un tânăr de aproximativ 17 ani pe nume Jamie McCrimmon. Acesta a fost inspirația inițială a principalul său personaj masculin, James Fraser și pentru stabilirea acțiunii romanului la mijlocul secolului al XVIII-lea în Scoția.

## Lucrări scrise

### SeriaOutlander
Seria Outlander prezintă o asistentă medicală din secolul al XX-lea, Claire Randall, care călătorește în timp până  în Scoția secolului al XVIII-lea unde găsește aventură și romantism alături de năvalnicul James Fraser. Având loc în Scoția, Franța, Indiile de Vest, Anglia și America de Nord, romanele sunt scrise în mai multe genuri, cu elemente de ficțiune istorică, romantism, mister, aventură și science fiction/fantasy.

#### Seria principală
- Outlander (1991) (apărut în Marea Britanie și Australia sub denumirea Cross Stitch)
  - ro.: Călătoarea, traducere Maria Drăguț, Editura Nemira, 2015.[26] Ed. a II-a - 2020[27]
- Dragonfly in Amber (1992)
  - ro.: Talismanul, traducere Maria Drăguț, Editura Nemira, 2016.[28] Ed. a II-a - 2020[29]
- Voyager (1993)
  - ro.: Cercul de piatră, traducere Gabriel Stoian, Editura Nemira, 2017.[30] Ed. a II-a - 2020[31]
- Drums of Autumn (1996)
  - ro.: Tobele toamnei, traducere Gabriel Stoian, Editura Nemira, 2017[32]
- The Fiery Cross (2001)
  - ro.: Crucea de foc, traducere Gabriel Stoian, Editura Nemira, 2018[33]
- A Breath of Snow and Ashes (2005)
  - ro.: Prin zăpadă și cenușă, traducere Gabriel Stoian, Editura Nemira, 2019[34]
- An Echo in the Bone (2009)
  - ro.: Ecouri din trecut, traducere Roland Schenn, Editura Litera, 2010[35]
- Written in My Own Heart's Blood (2014)[36]
  - ro.:  N/A
- Go Tell the Bees That I Am Gone (2021)[37]
  - ro.:  N/A

#### Lucrări scurte
- "A Leaf on the Wind of All Hallows" (2010), o scurtă povestire din antologia Songs of Love and Death.[38][39][40][41][42] Colectată mai târziu în A Trail of Fire (2012).[43]
- "The Space Between" (2013), o nuvelă din antologia The Mad Scientist's Guide to World Domination.[44] Colectată mai târziu în A Trail of Fire (2012).[43]
- "Virgins" (2013), o nuvelă din antologia Dangerous Women.[45][46][47][48]

#### Înrudite
- The Outlandish Companion (1999), un ghid al seriei Outlander care conține rezumatul seriei, un ghid al personajelor precum și alte note și informații; revizuit și actualizat ca The Outlandish Companion (Volume One) (2015)[49]
- The Exile: An Outlander Graphic Novel (2010)
- The Outlandish Companion (Volume Two) (2015)[50][51]
- "Vengeance Is Mine", episod din sezonul 2 al serialului TV Outlander (18 iunie 2016)[52]

### SeriaLord John
Seria Lord John este o secvență de romane și lucrări mai scurte care îl prezintă pe Lordul John Grey, un personaj secundar recurent din seria Outlander. Este o serie spin-off  formată din cinci nuvelele și trei romane. Toate au loc între anii 1756 și 1761, în timpul evenimentelor din romanul lui Gabaldon, Voyager. Acestea pot fi, în general, clasificate ca mistere istorice, iar cele trei romane sunt mai scurte și se concentrează pe mai puține scenarii decât principalele cărți ale seriei Outlander.
- Lord John and the Hellfire Club (1998), nuvelă publicată prima dată în antologia Past Poisons, editată de Maxim Jakubowski
- Lord John and the Private Matter (2003), roman
- Lord John and the Succubus, nuvelă publicată Legends II, edittă de Robert Silverberg
- Lord John and the Brotherhood of the Blade (2007), roman
- Lord John and the Haunted Soldier (2007), nuvelă publicată în Lord John and the Hand of Devils
- Lord John and the Hand of Devils (2007), colecție de trei nuvele (Lord John and the Hellfire Club, Lord John and the Succubus și Lord John and the Haunted Soldier)
- The Custom of the Army (2010), nuvelă publicată în Warriors, editată de George R.R. Martin și Gardner Dozois
- The Scottish Prisoner (2011), roman
- Lord John and the Plague of Zombies (2011), novella published in Down These Strange Streets, edited by George R.R. Martin and Gardner Dozois

### Alte lucrări
- Naked Came the Phoenix (2001),  o colaborare cu alte 12 scriitoare: Nevada Barr, Mary Jane Clark,  J. A. Jance, Faye Kellerman, Laurie R. King, Val McDermid, Perri O'Shaughnessy, Anne Perry, Nancy Pickard, J. D. Robb, Lisa Scottoline și Marcia Talley.[55]
- "Humane Killer",  poveste scurtă scrisă în colaborare cu Sam Sykes, publicată în The Dragon Book: Magical Tales from the Masters of Modern Fantasy (2009)
- Phoenix Noir (2009),  o colecție de povestiri scurte scrise cu alți cincisprezece autori:  Lee Child, James Sallis, Luis Alberto Urrea, Jon Talton, Megan Abbott, Charles Kelly, Robert Anglen, Patrick Millikin, Laura Tohe, Kurt Reichenbaugh, Gary Phillips, David Corbett, Don Winslow, Dogo Barry Graham și Stella Pope Duarte.